# Sulčič
Sulčič je priimek več znanih Slovencev:
- Iztok Sulčič (*1979), veslač
- Roberta Sulčič (*1972), psihologinja v zamejstvu (Trst)
- Viktor Sulčič (1895—1973), slovensko-argentinski arhitekt